# Digital Image Archive of Medieval Music
Il Digital Image Archive of Medieval Music (DIAMM) è un'organizzazione senza scopo di lucro che fornisce servizi digitali e editoriali rivolti al mondo accademico. Esso gestisce l'unica database completo di tutti i manoscritti medievali e dell'era moderna relativi alla musica polifonica europea.
Nata da un'iniziativa dell'Università di Oxford e della Royal Holloway University di Londra, la collezione include sia manoscritti integrali che frammenti di manoscritti. 
Le fonti sono databili nel periodo compreso fra l'800 e il 1650 d.C., tutte corredate di metadati.

Nel 20% dei casi sono presenti anche una o più immagini la cui raccolta è oggetto di regolare ampliamento grazie alle donazioni delle biblioteche e alla partecipazione a progetti di digitalizzazione o acquisizione visiva dei contenuti che sono poi donati alla collezione DIAMM.
L'Unione europea mediante l'Arts and Humanities Research Council ha finanziato due progetti di acquisizione del DIAMM. Il primo è il progetto Sources of British Song relativo all'acquisizione di immagini dei manoscritti contenenti canti monofonici composti tra il 1150 e il 1300, che sono stati pubblicati all'interno di sottopagine del sito. Il secondo progetto, complementare al precedente, è Tudor Partbooks, relativo all'acquisizione di tutte le partiture monofoniche in possesso della famiglia Tudor.
DIAMM è gestito da una comunità di volontari che si autofinanzia principalmente per mezzo di sovvenzioni e donazioni da parte degli utenti. DIAMM Publications è la casa editrice del progetto, che si occupa di realizzare copie di manoscritti appartenenti ala collezione, che vengono riprodotti a colori e in alta risoluzione.

I prodotti sono corredati da studi accademici introduttivi a cura di specialisti leader di settore, e commercializzati ad un prezzo orientato al costo con un markup ridotto rispetto agli editori convenzionali. Il ricavato è in larga misura destinato a finanziare nuove pubblicazioni così come a sostenere la stessa sopravvivenza del sito online che dal 2015 ha iniziato a presentare gravi criticità.

## Pubblicazioni
- Magnus Williamson. The Eton Choirbook. Full colour facsimile with introductory study (Oxford: DIAMM Publications, 2010). ISBN 978-1-907647-00-0
- John Milsom. The Dow Partbooks. Full colour facsimile with introductory study 6 vols (Oxford: DIAMM Publications, 2010). ISBN 978-1-907647-02-4
- Kerry McCarthy. William Byrd, Masses for 3, 4 and 5 voices. Full colour facsimile with introductory study 5 vols paperback (Oxford: DIAMM Publications, 2013). ISBN 978-1-907647-05-5
- David Fallows. The Henry Book. Full colour facsimile with introductory study (Oxford: DIAMM Publications, 2014). ISBN 978-1-907647-04-8
- Earp, Lawrence, Leo, Domenic, Shapreau, Carla. The Ferrell-Vogüé Machaut Manuscript. Full colour facsimile with introductory study 2 vols (Oxford: DIAMM Publications, 2014). ISBN 978-1-907647-05-5